# طاهرية الأولى (إسماعيلية)
طاهرية الأولى (بالفارسية: طاهریه یک) هي قرية وتقع في إيران في قسم إسماعيلية الريفي. يقدر عدد سكانها بـ 61 نسمة .